# Ilhabela
Ilhabela is een Braziliaanse archipel en gemeente in de Atlantische Oceaan en ligt ten zuidoosten van het vaste land van de staat São Paulo. De gemeente telt 34.934 inwoners (schatting 2022).

## Geografie

### Aangrenzende gemeente
De gemeente grenst over het water van het kanaal van São Sebastião aan de gemeente São Sebastião.

### Beschermd gebied
- Parque Estadual de Ilhabela